# Max Rauffer
Max Rauffer (* 8. Mai 1972 in Kolbermoor, Landkreis Rosenheim) ist ein ehemaliger deutscher Skirennläufer. Er war auf Abfahrten und Super-G spezialisiert und wurde in diesen Disziplinen fünfmal Deutscher Meister. Im Weltcup konnte er ein Rennen gewinnen.

## Biografie
Max Rauffer startete für den SC Leitzachtal. Von 1991 bis 2005 war er Mitglied der deutschen Skinationalmannschaft. 1992 bestritt er sein erstes Weltcuprennen auf der Lauberhornabfahrt in Wengen. Von 1995 bis 2005 rangierte er im Skiweltcup in den Disziplinen Abfahrt und Super-G unter den besten 30 der Weltrangliste. 
Rauffers erster Karrierehöhepunkt war 2000 ein dritter Platz in der Abfahrt von Kvitfjell. Sein größter sportlicher Erfolg war der Gewinn des Abfahrtsrennens im Skiweltcup in Gröden am 18. Dezember 2004. Er war damit der erste deutsche Sieger in einer Weltcupabfahrt nach 13 Jahren, als Markus Wasmeier in der Saison 1991/92 gewonnen hatte, und der vierte Deutsche überhaupt, dem ein Sieg bei einer Weltcupabfahrt gelang. 
Im Oktober 2005, weniger als ein Jahr nach seinem Sieg in Gröden, gab Rauffer den Leistungssport auf. Er verwies auf gesundheitliche Probleme; in seiner Karriere hatte er zahlreiche Verletzungen erlitten, u. a. zwei Kreuzbandrisse, eine Schulterverletzung, eine Sprunggelenksverletzung, Meniskusschäden sowie zwei Wirbelbrüche. Der gelernte Schreiner studierte ab 2007 Wirtschaftsingenieurwesen an der Hochschule für angewandte Wissenschaften München, um den mittelständischen Betrieb seiner Eltern zu übernehmen.

## Erfolge

### Olympische Spiele
- Salt Lake City 2002: 22. Super-G, 34. Abfahrt

### Weltmeisterschaften
- Sierra Nevada 1996: 24. Super-G, 30. Abfahrt
- St. Anton 2001: 10. Abfahrt, 16. Super-G
- Bormio 2005: 18. Abfahrt

### Weltcup
- 2 Podestplätze, davon 1 Sieg:

| Datum             | Ort    | Land    | Disziplin |
| ----------------- | ------ | ------- | --------- |
| 18. Dezember 2004 | Gröden | Italien | Abfahrt   |

### Juniorenweltmeisterschaften
- Zinal 1990: 24. Abfahrt
- Geilo/Hemsedal 1991: 24. Abfahrt, 40. Super-G

### Weitere Erfolge
- 5 deutsche Meistertitel (Super-G 1999; Abfahrt 1996, 1999, 2000, 2002)
- 1 Podestplatz im Europacup
- 4 Siege bei FIS-Rennen